# Eneleidis Guevara
Eneleidis Llovera Guevara (født 4. august 1986) er en håndboldspiller fra Cuba. Hun spiller på Cubas håndboldlandshold, og deltog under VM 2011 i Brasilien.